# Parti drôle
Le Parti drôle est un ancien parti politique humoristique des îles Féroé. Fondé en 2004, il présente deux candidats aux élections législatives de 2004, Johan Dalsgaard (le président du parti) et Rubek Lilaa.

## Résultats électoraux

### Élections au Løgting
| Année | %   | Sièges |
| ----- | --- | ------ |
| 2004  | 2,4 | 0 / 32 |